# Rhizopulvinaria grassei
Rhizopulvinaria grassei är en insektsart som först beskrevs av Alfred Serge Balachowsky 1936.  Rhizopulvinaria grassei ingår i släktet Rhizopulvinaria och familjen skålsköldlöss. Inga underarter finns listade i Catalogue of Life.